# 中日会议东三省事宜条约
《中日会议东三省事宜条约》，是大清帝國和大日本帝国於1905年（光绪三十一年）所签订有关东三省（今中国东北地区）的条约，日本方面称为《滿洲善後条約》。在日俄《朴茨茅斯和约》签订后不久，日本于1905年11月派外务大臣小村寿太郎来到中国北京，与清政府全权大臣庆亲王奕劻、外务部尚书瞿鸿禨、直隶总督袁世凯交涉“东三省善后事宜”，12月22日正式签订了该条约。《中日会议东三省事宜条约》，包括《中日会议东三省事宜正约》及《附约》，于1906年1月23日在北京交换批准。通过此条约日本实际上将东三省南部（南滿洲）纳入其势力范围。條約正本原存於中華民國外交部，現寄存於臺北市外雙溪國立故宮博物院。

## 背景
1900年（光緒二十六年）义和团运动爆发后，俄罗斯帝国以保護東三省鐵路及其他權益的名義，出動十幾萬大軍，佔領中國東三省全境，企圖兼并滿洲。《辛丑條約》簽訂後，俄国不肯從東三省撤兵，但在國際壓力下，俄国被迫於1902年（光緒二十八年）4月8日與清朝訂立《交收東三省條約》。第一期撤軍，俄國如約實行，撤走在奉天省（今遼寧省）遼河以西的軍隊，但1903年（光緒二十九年）4月的第二期撤兵時，卻違約不撤，另提苛刻條件並重新佔領瀋陽。日本在英、美等國支持下，與俄國進行談判，要求俄軍撤退。俄國拒不撤軍，激起了中國人民的拒俄事件，俄日矛盾亦日益加劇，從而導致1904年（光緒三十年）2月，日俄戰爭的爆發。战争以日本胜利告终。
日俄《朴次茅斯和约》签订后，日本于1905年11月派外务大臣小村寿太郎来北京与清政府代表交涉“东三省善后事宜”。会议一开始，日本提出“大纲”十一款作为讨论基础，并宣称日本与俄国开战是“为了整个东亚的安全”。他表示，日本以巨大的牺牲阻止了俄国占有满洲（东三省），中国应报答日本，不仅应无条件地同意将俄国在东三省南部的权益让与日本，而且要给日本以日俄和约规定之外的其它特权。双方争执激烈，会议屡陷僵局。最后，小村以日本在东三省驻有重兵的强权地位施加压力，终于迫使清政府接受日方的要求而签约。

## 主要内容
条约包括正约三款和附约十二款。主要内容是：
- 清政府承认日俄《朴次茅斯和约》中给予日本的各项权利；
- 日俄两国军队撤离东三省后，中国将所列地方作为商埠开通；
- 设立“中日木植公司”，允许日本在鸭绿江右岸地方采伐林木；
- 日本得继续经营安东（今丹东）至奉天的军用铁路至1923年，届期估价卖给中国；
- 日本得在营口、安东和奉天划定租界。